# Leptura rufomaculata
Leptura rufomaculata är en skalbaggsart som först beskrevs av Leon Fairmaire 1895.  Leptura rufomaculata ingår i släktet Leptura och familjen långhorningar. Inga underarter finns listade i Catalogue of Life.